# 小鳥遊あず
小鳥遊 あず（たかなし あず、1989年8月31日 - ）は、日本のタレント・アイドル。

## 来歴
千葉県生まれ。ネットアイドルとして芸能活動を開始した。
芸能事務所には所属せず、フリーで芸能活動をしている。
現在はもばいる宇宙船というユニットにアズお母さんとして参加中。

## 出演

### テレビ番組
- 激闘!アイドル予備校
- 鬼嫁日記～いい湯だな～
- ズバリ言うわよ!「女100人 幸せ白書」
- タモリのジャポニカロゴス
- オッチモ!「草食芸人の集い」

### ラジオ番組
- ミュージックバード（TOKYO FM）

### ネット番組
- ダベリ場
- STAR@LIGHT GIRLS.ch

### 撮影会・ショー・ライブ・舞台
- アキバカルケットフェスティバル
- 東京写真連盟撮影会
- 劇団女神座『kirakira☆メリーガール』

### その他
- レイヤーズプロ
- オタポケ